# Marco Polo - La storia mai raccontata
Marco Polo - La storia mai raccontata è un film pornografico del 1994, diretto da Joe D'Amato e Luca Damiano.
Fa parte di una serie di pellicole pornografiche che trattano vicende storiche. Qui viene ripercorsa, in chiave hard, la vita di Marco Polo.
Il film è ricco di scenografie e di costumi, nonché di alcune inquadrature della Grande muraglia cinese.

## Curiosità
- Si tratta dell'unico film pornografico recensito dal dizionario del cinema Il Farinotti[2].